# Crenicichla chicha
Crenicichla chicha é uma espécie de peixe que integra o género Crenicichla da família Cichlidae na ordem dos Perciformes. Dentro de seu gênero, é de tamanho médio, com um comprimento máximo de 13,77 cm.

## Distribuição geográfica
Este peixe habita o centro-norte de América do Sul. Distribui-se no estado de Mato Grosso, no Brasil, em águas claras, de corrente rápida e fundo rocoso, da bacia do rio Papagaio ou Sauêruiná, afluente pela margem direita do rio Juruena, o que pertence à bacia do rio Tapajós, por sua vez, afluente do rio Amazonas. 

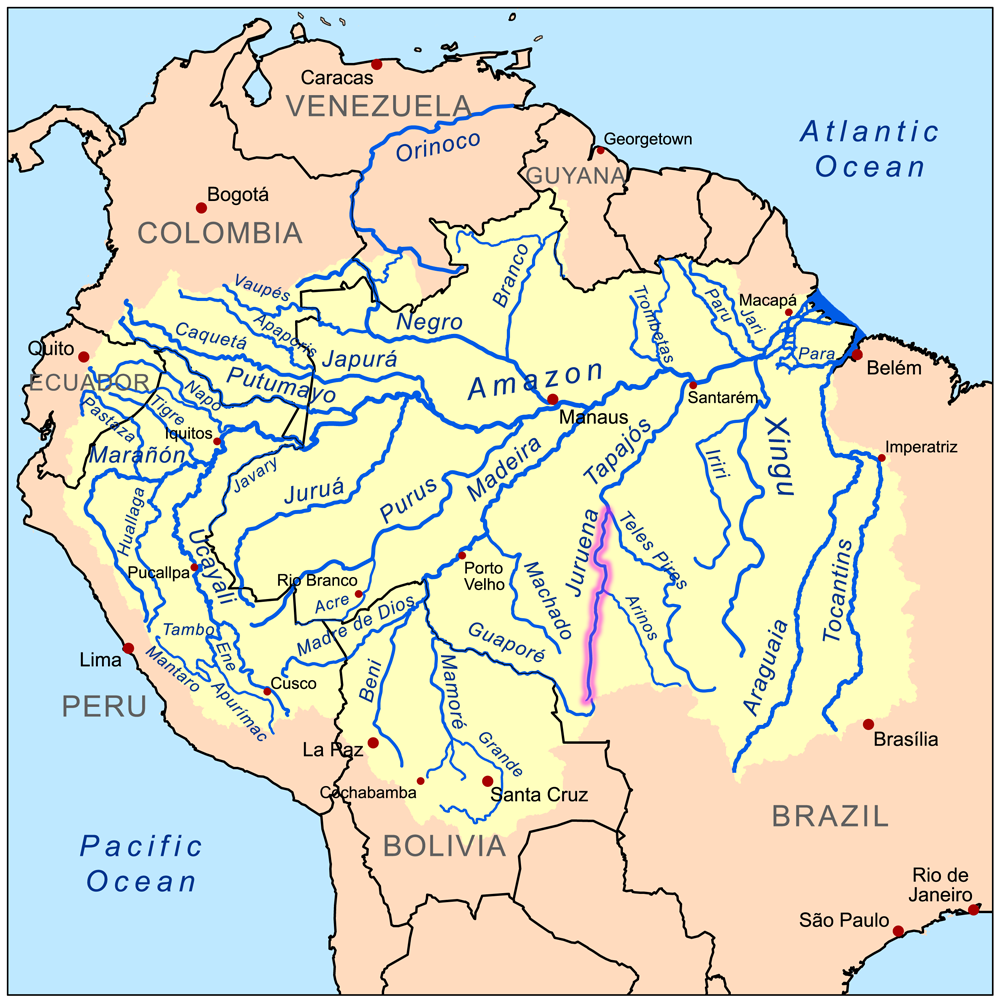
O rio Juruena é o habitat exclusivo dessa espécie.

## Taxonomia e espécies similares
Foi descrita para a ciência no ano 2012 pelos ictiólogos Henrique Rosa Varella, Sven Ou. Kullander e Flávio César Thadeo de Lima.
O espécime-tipo é o MZUSP 109198, um indivíduo de 10,07 cm de comprimento; com localidade tipo no Brasil, estado de Mato Grosso, município de Sapezal, bacia do rio Tapajós, rio Papagaio, a uns 3 km acima da estrada Sapezal - Tangará da Serra, nas coordenadas: 13° 36′ 03″ S, 58° 25′ 05″ O 13° 36′ 03″ S, 58° 25′ 05″ O / -13.60083, -58.41806. Foi colectado no dia 11 de outubro de 2006, por F. A. Machado, F. C. T. Lima, C. M. C. Leite e N. E. Silva.
Distingue-se de todas as demais espécies do gênero Crenicichla pela combinação de duas características: infraorbitais 3 e 4 co-ossificadas (versus separadas) e 66 a 75 escamas na fileira imediatamente superior àquela que contém a linha lateral posterior.
Esta espécie compartilha um preoperculo liso, a co-ossificação de infraorbitais 3 e 4, e algumas características com o padrão de coloração com Crenicichla hemera, a qual habita na adjacente bacia do rio Aripuanã, afluente do rio Madeira. Diferencia-se por um maior número de escamas na série E1 (66 a 75 vs 58 a 65 em C. hemera) e a presença de uma estreita faixa de cor negra bem visível que percorre obliquamente desde a infraorbital 3 até a margem preopercular, versus uma tênue e arrendondada mancha suborbital situada nas infraorbitales 3-4.

## Etimologia
O nome específico faz referência ao epíteto chicha, uma festividade do grupo indígena Paresi (ou haliti), a etnia que originalmente vivia na Chapada do Mato Grosso, na área da alta bacia do rio Juruena. Nesta festa, reúnem-se para beber "olóniti", uma bebida feita com mandioca tostada de mandioca brava, bem como também para dançar e cantar.